# Megaphorus willistoni
Megaphorus willistoni är en tvåvingeart som först beskrevs av Cole 1964.  Megaphorus willistoni ingår i släktet Megaphorus och familjen rovflugor. Inga underarter finns listade i Catalogue of Life.